# AK-630
AK-630 je mornarički šestocijevni 30 mm automatski top sovjetske/ruske proizvodnje temeljen na Getlingovom sustavu. 

## Dizajn i razvoj
Sredinom 1963. godine u tadašnjem SSSR-u započet je razvoj brodskog topa za blisku protuzračnu obranu AK-630. Sistem je u operativnu upotrebu uveden 1976. godine. Automatski rotirajući top AK-630 prvenstveno je namijenjen za vlastitu PZO broda, odnosno za uništavanje protubrodskih raketa, aviona, helikoptera i bespilotnih letjelica, a može se koristiti i za djelovanje po ciljevima na moru i na obali. Top je smješten u daljinski upravljanu kupolu. Automat oznake AO-18 ima 6 cijevi kalibra 30 mm. Radi na principu korištenja energije barutnih plinova, a za početak ciklusa koristi se zrak pod pritiskom. Teoretska brzina gađanja je 5400 metaka u minuti. Cijevi imaju po 16 žljebova, a dugačke su 1630 mm. Top je opremljen sustavom za hlađenje cijevi s destiliranom vodom ili antifrizom.
Kod prve inačice topa (AK-630) municija je bila smještena u plosnatom spremniku. Ova inačica je ugrađena samo na nosač aviona Kijev. Na sve druge brodove ugrađena je inačica AK-630M s okruglim spremištem municije. Borbeni komplet se sastoji od 2000 metaka u magazinu i 1000 metaka u rezervi. Koriste se dvije vrste metaka - razorno-gelerski UOF i razorno-gelerski-obilježavajući UOR.
Za upravljanje vatrom koristi se sustav MR-123 (NATO oznaka Bass Tilt). Podaci o poziciji cilja dobivaju se od brodskog motrilačkog radara, nakon čega radar kompleksa MR-123 počinje automatsko praćenje. U uvjetima optičke vidljivosti cilj se može pratiti i TV kamerom. Sustav MR-123 može upravljati paljbom dva topa AK-630 i jednog AK-176.
Osim na ruskim brodovima, AK-630 se koristi i na hrvatskim raketnim topovnjačama.

## Karakteristike
- Kalibar: 30 mm
- Broj cijevi: 6
- Polje djelovanja po elevaciji: -12° do +88°
- Polje djelovanja po pravcu: +/-180°
- Brzina pokretanja po elevaciji: 50 °/s
- Brzina pokretanja po pravcu: 70 °/s
- Brzina gađanja: 5600 met/min
- Domet protiv ciljeva u zraku: 4000 m
- Domet protiv ciljeva na površini: 5000 m
- Borbeni komplet: 2000+1000
- Maksimalna dužina rafala: 400 metaka
- Masa sustava: 3718 kg